# Metadasynemella picrocephala
Metadasynemella picrocephala is een rondwormensoort uit de familie van de Ceramonematidae. De wetenschappelijke naam van de soort is voor het eerst geldig gepubliceerd in 1973 door Haspeslagh.